# Städtisches Zeughaus (Zug)

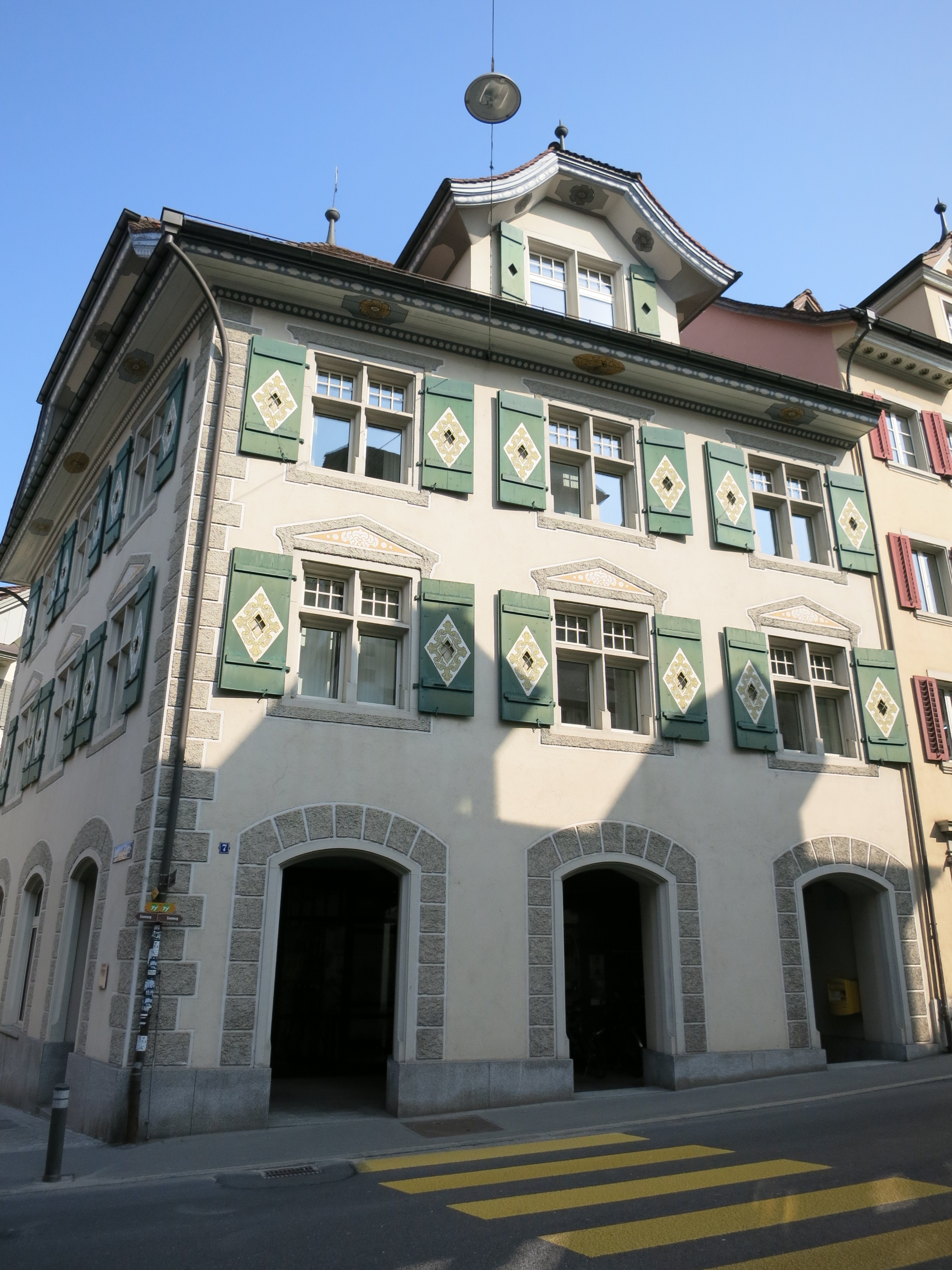
Ansicht von der Ägeristrasse

Das ehemalige städtische Zeughaus wurde 1581 von der Schweizer Stadt Zug errichtet. Das ehemalige Zeughaus wurde von 1910 bis 1986 als Bibliotheksgebäude genutzt und wird nach weiterer Nutzung durch die Stadt als Geschäftshaus vermietet.

## Lage
Das Geschäftshaus «Ägeristrasse 7» ist ein Eckhaus östlich der dort abzweigenden «Zeughausgasse». Hinter dem Haus verläuft das «Kapuzinergässli». Das gegenüberliegende Eckhaus «Ägeristrasse 5» ist im Inventar der schützenswerten Denkmäler des Kantons Zug verzeichnet, wie auch die Nummern «6» und «11».

## Geschichte
Nach der Verfügung des Zuger Stadtrats wurde der Bau 1581 errichtet. Das grosse und kleine Zeug ist erstmals in einem Inventar von 1700 überliefert. Das geräumige Erdgeschoss war Lager für die Kanonen (grosses Zeug), Schuss- und leichtere Waffen (kleines Zeug) lagerten in den beiden Obergeschossen, die einen Zugang über eine separate Treppe vom Kapuzinergässli aus hatten. Im Jahr 1798 mussten die eingelagerten Waffen den Franzosen übergeben werden.
Von 1907 bis 1910 wurde das ehemalige Zeughaus als Bibliothek umgebaut. Nutzer waren die «Bürger- und Gewerbebibliothek», später die Stadtbibliothek, zuletzt als «Stadt- und Kantonsbibliothek». Im Jahr 1986 zog diese in die ehemalige Kaserne an den heutigen Standort an der «St.-Oswalds-Gasse 21». Die Stadt führte 1990 eine Gesamtrenovation des Gebäudes durch. Bis 2019 beherbergte es das Bildungsdepartement und das Betreibungsamt der Stadt. Im Sommer des Jahres zogen fünf Departemente vom Zeughaus in das Stadthaus um. Mieter der Liegenschaft wurde ein ortsansässiges Unternehmen.
Die Informationstafel am Gebäude vermerkt: «Unter kantonalem Denkmalschutz». Der gegenwärtige Schutzstatus ist unklar, da das Haus weder in dem Verzeichnis der Kulturgüter (A- und B-Objekte des Kantons) noch im Inventar der schützenswerten Denkmäler des Kantons verzeichnet ist (Stand Januar bzw. Juli 2023). Die Tafel gehört zum Projekt «Hinter den Fassaden» des Stadtarchivs, das Gebäude hat dort die Nummer «1» (Graue Folge).

## Beschreibung
Über dem Erdgeschoss erheben sich zwei Obergeschosse mit jeweils drei Achsen. Das Dachgeschoss zeigt zur Zeughausgasse ein Walmdach mit Krüppel- und Fusswalm. Die Eckquader der Fassade zur selben Gasse sind in Zahnschnittfolge angelegt. Die Fenster sind im Stil der Renaissance zweifach gekoppelt. Ihre Läden sind bemalt.

## Belege
1. 1 2  Inventar der schützenswerten Denkmäler in Zug. Website des Kantons Zug, 10. Juli 2023 (PDF; 190 kB).
2. 1 2 3 4  Stadtarchiv Zug: Städtisches Zeughaus. In: Hinter den Fassaden. Abgerufen am 20. Juli 2023.
3. ↑  Städtische Liegenschaft Aegeristrasse 7 ist vermietet. Website der Stadt Zug, 11. September 2019 (Medienmitteilung).

Koordinaten: 47° 9′ 58,4″ N, 8° 30′ 59,5″ O; CH1903: 681724 / 224478